# 岡田尚太郎
岡田尚太郎（おかだ しょうたろう、1994年9月11日 - ）は、日本の俳優。血液型AB型。

## 主な出演作品

### テレビドラマ
- 笑顔の法則 第1-3話・第5話（TBS） - 大原真之介 役
- 爆竜戦隊アバレンジャー 第42話（テレビ朝日） - 幼い頃の壬琴 役

### バラエティ
- ほんとにあった怖い話（フジテレビ）ほん怖メンバー

### CF
- ハウス食品 バーモントカレー
- 秋田県立男鹿水族館GAO
- 日本マクドナルド ハッピーセット
- デアゴスティーニ 週刊メディアファイル
- 大東建託
- 第一建設工業
- NTT東日本 ポケモンonフレッツ

### 映画
- Jug session

### ステージ
- ダンスライブ OPEN THE DOOR

| スタブアイコン | サブスタブ | この項目は、まだ閲覧者の調べものの参照としては役立たない、俳優（男優・女優）に関連した書きかけの項目です。この項目を加筆・訂正などしてくださる協力者を求めています（P:映画/PJ芸能人）。 |